# Оскар Ан
Оскар Ан (ісп. Óscar Arturo Hahn Garcés; нар. 5 липня 1938) - чилійський поет, есеїст, історик літератури, лідерська постать «покоління шістдесятих».

## Біографія
Ан Оскар народився 5 липня 1938 року в Ікіке, Чилі. Коли він був дитиною втратив батька.
Закінчив Чилійський університет, отримав спеціальність викладач іспанської мови.
З 1971 - 1972 навчався в Айові, отримав ступінь магістра. Після військового перевороту 1973 року був заарештований, ув'язнений. Після звільнення у 1974 виїхав до США. Здобув докторський ступінь у Мерілендському університеті, став професором Айовського університету. Автор книг про фантастичну новелу в літературах Латинської Америки, монографії про Вісенте Уйдобро.

## Вірші
- Ця чорна троянда/ Esta rosa negra (1961, премія Спілки письменників Чилі)
- Suma poética (1965)
- Agua final (1967)
- Мистецтво вмирання/ Arte de morir (1977)
- Mal de amor (1981)
- Imágenes nucleares (1983)
- Flor de enamorados (1984)
- Estrellas fijas en un cielo blanco (1988)
- Tratado de sortilegios (1992)
- Versos robados (1995)
- Antología virtual (1996)
- Antología retroactiva (1998)
- Poemas de amor (2001)
- Apariciones profanas (2002)
- Відкривши і заплющивши очі/ En un abrir y cerrar de ojos (2006, поетична премія імені Хосе Лесами Ліми)
- Pena de vida (2008)
- La primera oscuridad (2011)